# Ovanjska
Ovanjska je naseljeno mjesto u općini Oštra Luka, Republika Srpska, BiH.

## Povijest
Do potpisivanja Daytonskog mirovnog sporazuma bilo je u sastavu općine Sanski Most koja je ušla u sastav Federacije BiH.

## Stanovništvo

### 1991.
Nacionalni sastav stanovništva 1991. godine, bio je sljedeći:
ukupno: 247
- Hrvati - 232
- Srbi - 12
- ostali, nepoznati i neopredijeljeni - 3

### 2013.
Nacionalni sastav stanovništva 2013. godine, bio je sljedeći:
ukupno: 42
- Hrvati - 31
- Srbi - 8
- Bošnjaci - 2
- ostali, nepoznati i neopredijeljeni - 1